# Hydra
För andra betydelser, se Hydra (olika betydelser).

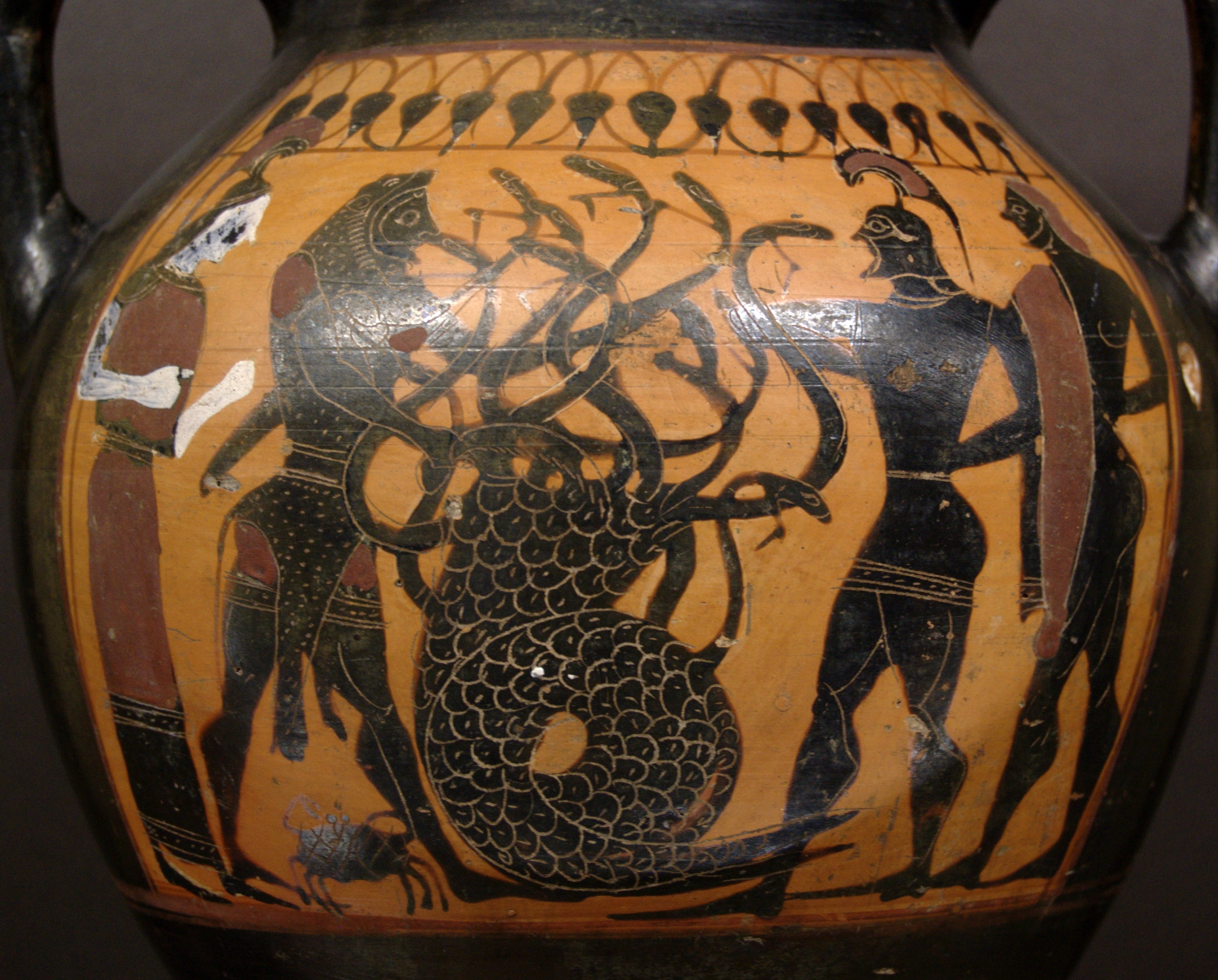
Den lerneiska hydran. Attisk amfora från 500-talet f.Kr.

Hyrda är en sorts drake som främst är känd från legenden om Herakles ur grekisk mytologi, den lerneiska hydran, och kännetecknas av att ha väldigt många huvuden som åter växer ut om ett skulle kapas. Ytterligare detaljer skiljer sig mellan myter och framträdanden.

## Lerneiska hydran
Den lerneiska hydran är ett mytologiskt monster som lurar i träsk eller andra vattenrika områden. Hydran var en grotesk varelse med minst åtta huvuden varav det mellersta sades vara odödligt. För varje huvud som höggs av växte dessutom två nya ut. Dess andedräkt var förgiftad och spred död runt omkring sig. Den levde inte ensam utan hade sällskap av en gigantisk krabba. Den var en avkomma till Tyfon och Echidna. 
I myten levde hydran nära Amymone vid Lerna och det var Herakles som till sist lyckades dräpa den i ett av sina stordåd. För att förhindra att fler huvuden skulle ersätta dem som blev avhuggna, hjälpte Herakles brorson Iolaos till. Iolaos använde eld till att bränna hydrans sår så att inga fler huvuden växte fram. Herakles lyckades sålunda hugga av alla Hydrans huvuden, även det odödliga, och begravde det odödliga huvudet under ett stort stenblock. Sedan skar han upp monstret och doppade sina pilar i hydrans gift. De pilarna kom sedan att döda en av hans vänner bland kentaurerna, Folos och ge en annan, Kiron, ständiga plågsamma smärtor.

## Källa
1. ↑  Ogden, Daniel (2013). Drakon: Dragon Myth and Serpent Cult in the Greek and Roman Worlds. Oxford University Press. ISBN 9780199557325.